# Baía de Marajó
Baía de Marajó – zatoka Oceanu Atlantyckiego, położona we wschodniej części stanu Pará. Zajmuje powierzchnię około 4500 km2. Na północno-zachodnim wybrzeżu zatoki znajduje się wyspa Marajó, największa wyspa rzeczna na świecie, a na południowym brzegu miasto Belém, stolica stanu Pará. Na wschodnim wybrzeżu zatoki znajdują się liczne półwyspy i wyspy, a większość roślinności stanowią lasy namorzynowe. Ekologicznie zatoka jest częścią dorzecza Amazonki, ponieważ część wody z rzeki Amazonki przepływa przez zatokę w kierunku morza, jednak większość wody w zatoce pochodzi z rzek Rio Pará i Tocantins.